# Соплавьенто
Соплавьенто (исп. Soplaviento) — город и муниципалитет на севере Колумбии, на территории департамента Боливар.

## История
Поселение, из которого позднее вырос город, было основано 30 октября 1908 года.

## Географическое положение

Муниципалитет Соплавьенто

Город расположен в северной части департамента, в пределах Прикарибской низменности, на восточном берегу канала Дике, на расстоянии приблизительно 35 километров к востоку от города Картахена, административного центра департамента. Абсолютная высота — 3 метра над уровнем моря.
Муниципалитет Соплавьенто граничит на западе с территорией муниципалитета Сан-Эстанислао, на юге — с муниципалитетом Маатес, на юго-востоке — с муниципалитетом Каламар, на северо-востоке — с муниципалитетом Сан-Кристобаль, на севере — с территорией департамента Атлантико. Площадь муниципалитета составляет 131 км².

## Население
По данным Национального административного департамента статистики Колумбии, совокупная численность населения города и муниципалитета в 2015 году составляла 8441 человек.
Динамика численности населения муниципалитета по годам:
| 2005 | 2006 | 2007 | 2008 | 2009 | 2010 | 2011 | 2012 | 2013 | 2014 | 2015 |
| ---- | ---- | ---- | ---- | ---- | ---- | ---- | ---- | ---- | ---- | ---- |
| 8281 | 8304 | 8302 | 8314 | 8332 | 8342 | 8364 | 8385 | 8401 | 8423 | 8441 |

Согласно данным переписи 2005 года мужчины составляли 50,8 % от населения Соплавьенто, женщины — соответственно 49,2 %. В расовом отношении белые и метисы составляли 75,8 % от населения города; негры, мулаты и райсальцы — 24,2 %.
Уровень грамотности среди всего населения составлял 93,6 %.

## Экономика
Основу экономики Соплавьенто составляют рыболовство и сельское хозяйство.

63,3 % от общего числа городских и муниципальных предприятий составляют предприятия торговой сферы, 28,7 % — предприятия сферы обслуживания, 7,3 % — промышленные предприятия, 0,7 % — предприятия иных отраслей экономики.